# Troféu Cinco Violinos de 2014
O Troféu Cinco Violinos de 2014 foi a 3ª edição do Troféu Cinco Violinos disputada no dia 1 de agosto no Estádio José Alvalade, Lisboa. O troféu foi vencido pelo anfitrião Sporting após um empate de 2-2, seguido de uma vitória por 4 a 2 (g.p.), sobre a Lazio.

## Detalhes do jogo
|                |                     |     |     |     |
| Onze inicial:  |                     |     |     |     |
| 1              | Rui Patrício        |     |     |     |
| 41             | Cédric              | 84' |     |     |
| 3              | Maurício            |     |     |     |
| 5              | Rojo                | 60' |     |     |
| 4              | Jefferson           |     |     |     |
| 14             | William de Carvalho | 68' |     |     |
| 8              | André Martins       | 60' | 5'  |     |
| 23             | Adrien Silva        | 74' | 16' | 52' |
| 10             | Fredy Montero       | 74' |     |     |
| 11             | Diego Capel         | 61' |     |     |
| 18             | André Carrillo      | 84' |     |     |
| Substituições: |                     |     |     |     |
| 81             | André Geraldes      | 84' |     |     |
| 26             | Paulo Oliveira      | 60' |     |     |
| 24             | Oriol Rosell        | 60' |     |     |
| 17             | João Mário          | 60' |     |     |
| 32             | Simeon Slavchev     | 74' |     |     |
| 7              | Shikabala           | 84' |     |     |
| 19             | Junya Tanaka        | 74' |     |     |
| 36             | Carlos Mané         | 61' |     |     |
| Treinador:     |                     |     |     |     |
| Marco Silva    |                     |     |     |     |

| S.S. Lazio     |                    |     |       |
| Onze inicial:  |                    |     |       |
| 22             | Federico Marchetti | 52' |       |
| 8              | Dušan Basta        | 70' |       |
| 17             | Bruno Pereirinha   |     |       |
| 26             | Stefan Radu        | 70' |       |
| 85             | Diego Novaretti    | 21' |       |
| 6              | Stefano Mauri      | 87' | 45'   |
| 7              | Felipe Anderson    |     |       |
| 24             | Cristian Ledesma   |     |       |
| 27             | Lorik Cana         | 70' |       |
| 32             | Danilo Cataldi     |     |       |
| 14             | Keita Balde        |     |       |
| Substituições: |                    |     |       |
| 2              | Michaël Ciani      | 70' |       |
| 29             | Abdoulay Konko     | 70' |       |
| 88             | Edson Braafheid    | 70' |       |
| 45             | Mamadou Tounkara   | 87' | 90+2' |
| Treinador:     |                    |     |       |
| Stefano Pioli  |                    |     |       |

### Penáltis
| Oriol Rosell | Convertido | 4 - 2 | Convertido                    | Cristian Ledesma |
| Junya Tanaka | Convertido |       | Erro (Defesa de Rui Patrício) | Keita Balde      |
| Jefferson    | Convertido |       | Erro (Defesa de Rui Patrício) | Danilo Cataldi   |
| João Mário   | Convertido |       | Convertido                    | Felipe Anderson  |